# ئی‌دی‌اف رنوابلز
ئی دی اف رنوابلز (انگلیسی: EDF Renouvelables) یک شرکت تابعه کاملاً متعلق به شرکت فرانسوی گروه EDF است که متخصص در تولید انرژی‌های تجدیدپذیر است. گروه به عنوان یک اپراتور یکپارچه، ساخت تأسیسات انرژی تجدیدپذیر را توسعه و تأمین مالی می‌کند و عملیات و نگهداری را برای حساب خود و برای اشخاص ثالث مدیریت می‌کند.
طبق آمار خود، این شرکت در ۲۲ کشور با ظرفیت نصب شده جهانی ۱۲۴۶۸ مگاوات (تا ژوئن ۲۰۱۹) فعال است که باد بزرگترین بخش و پس از آن انرژی خورشیدی و ذخیره انرژی است. این شرکت همچنین در زمینه انرژی دریایی فعالیت دارد.
این شرکت قبلاً با نام(ئی دی اف نوول های انرژی) شناخته می‌شد تا اینکه در آوریل ۲۰۱۸ به نام فعلی خود، ئی دی اف رنوابلز تغییر نام داد.